# 瓊斯維爾 (佛羅里達州)
瓊斯維爾（英語：Jonesville）是位於美國佛羅里達州阿拉楚阿縣的一個非建制地區。該地的面積和人口皆未知。

## 地理
瓊斯維爾的座標為29°39′15″N 82°31′23″W / 29.65417°N 82.52306°W，而該地的平均海拔高度為29米（即95英尺）。